# 任颜
任颜（?—?），中国五胡十六国时代成汉皇帝李寿的尚书仆射。
任颜是大成开国皇帝李雄的内弟，姐姐即任皇后。338年四月，李寿杀李雄之子李期篡位。改国号为汉。李寿任命任颜为尚书仆射。任颜不满李寿所为，欲设计诛李寿，九月，仆射任颜谋反，事泄被杀。李寿因此全数诛杀李雄的所有子嗣。